# Valentin Vasi
Valentin Vasi, beter bekend als Valentino, is een Nederlands musicus. Hij werd geboren in Boekarest, Roemenië, in 1960. Toen hij zes jaar was begon hij met vioollessen, maar al gauw zag hij in dat dit niet 'zijn' instrument was: de passie voor de gitaar ontstond. Hij won diverse vooraanstaande concoursen in Roemenië. In 1986 emigreerde hij naar Nederland, waar hij zijn muziekcarrière voortzette. Hij speelt live muziek in allerlei stijlen op verschillende gelegenheden. Zo speelt hij op bruiloften (bruiloftsmuziek), zigeunermuziek, Italiaanse muziek, popmuziek, jazz et cetera. Hij vormt een vast duo met zangeres Marieke Heerschop en kan ook als trio optreden, want dan komt percussionist Johan Aben hem versterken. Hij heeft een goede reputatie opgebouwd als entertainer, gitarist, zanger, en gitaarleraar.